# CO2-fangst
 Der er for få eller ingen kildehenvisninger i denne artikel, hvilket er et problem. Du kan hjælpe ved at angive troværdige kilder til de påstande, som fremføres i artiklen.

CO₂-fangst (også kaldet carbon capture) er en teknologi, der anvendes til at reducere udledningen af kuldioxid (CO₂) fra industrielle processer og energiproduktion. Teknologien spiller en vigtig rolle i bestræbelserne på at nedbringe CO₂-udledninger og begrænse klimaforandringer.

## Baggrund
CO₂ er en af de primære drivhusgasser, der bidrager til global opvarmning. For at overholde internationale klimamål, såsom Paris-aftalen, undersøges CO₂-fangst som en metode til at reducere udledninger fra kraftværker, industri og andre store punktkilder. Teknologien kan også kombineres med Direct Air Capture (DAC) for at fjerne CO₂ direkte fra atmosfæren.

## Teknologier til CO₂-fangst
Der findes flere teknologier til CO₂-fangst, der kan opdeles i tre hovedkategorier:

### Post-forbrændingsfangst
Denne metode opsamler CO₂ efter forbrænding af fossile brændstoffer. En af de mest anvendte teknologier er scrubber/stripper-processen, hvor CO₂ vaskes ud af røggassen ved hjælp af en solvent (ofte baseret på aminer). Processen indebærer:
- Rensning af røggassen for CO₂ i en absorber (scrubber).
- Opvarmning af solventen i en stripper, hvor CO₂ frigives.
- Komprimering og lagring af den opsamlede CO₂.

### Oxyfuel-forbrænding
Ved oxyfuel-forbrænding anvendes ren ilt i stedet for atmosfærisk luft til forbrænding. Dette resulterer i en røggas, der primært består af CO₂ og vanddamp, hvilket gør det lettere at opsamle CO₂. Fordelene inkluderer højere renhedsgrad af den opsamlede CO₂, men teknologien er dyr og kræver betydelige tilpasninger af eksisterende anlæg.

### Pre-forbrændingsfangst
Denne metode fjerner kulstof fra brændstoffet inden forbrænding. En teknik er gasificering, hvor brændstoffet omdannes til syntesegas (CO og H₂), hvorefter CO₂ adskilles, og den resterende brint kan anvendes som brændstof. Metoden er især velegnet til produktion af blå brint.

## Lagring og Anvendelse af CO₂
Den opsamlede CO₂ kan enten lagres permanent eller genanvendes:
- Geologisk lagring: CO₂ pumpes ned i underjordiske lagre, såsom udtømte olie- og gasfelter eller dybe saltvandsakviferer.
- Anvendelse (CCU - Carbon Capture and Utilization): CO₂ kan bruges til fremstilling af syntetiske brændstoffer, plastik, beton eller i drivhusproduktion.

## Fordele og Udfordringer

### Fordele
- Reducerer CO₂-udledninger fra eksisterende industrielle processer.
- Kan kombineres med bioenergi (BECCS) for at opnå negativ CO₂-udledning.
- Gør det muligt at fortsætte med at bruge fossile brændstoffer i en overgangsperiode.

### Udfordringer
- Høj energiomkostning: CO₂-fangst kræver store mængder energi.
- Dyre anlæg: Implementering af teknologien kræver store investeringer.
- Begrænset infrastruktur: Der mangler lagringsfaciliteter og transportmuligheder for CO₂.

## Fremtidsperspektiver
CO₂-fangst forventes at spille en væsentlig rolle i fremtidens klimastrategier. Teknologien udvikles løbende for at reducere omkostninger og øge effektiviteten. Med støtte fra regeringer og private aktører kan CO₂-fangst bidrage til at opnå klimaneutralitet inden midten af det 21. århundrede. EU's innovationsfond bevilgede 1,6 milliarder kroner til Aalborg Portland i 2025. Anlægget forventes at kunne indfange 1,5 millioner tons CO₂ om året fra 2029.